# Inger Miller
Inger Miller, född 12 juni 1972, är en amerikansk före detta friidrottare (kortdistanslöpning).
Millers storhetstid var i slutet av 1990-talet. Hon ingick i det amerikanska stafettlag på 4 × 100 meter som vann guld vid OS 1996 i Atlanta. Hon var även med i laget 1997 som vann guld vid VM i Aten. 
Höjdpunkten i Millers karriär var VM i Sevilla 1999 då hon både vann guld på 200 meter och silver på 100 meter bakom Marion Jones. Millers personliga rekord är från det året: 10,79 på 100 meter och 21,77 på 200 meter. 
Miller var även med i det lag som ursprungligen vann 4 × 100 meter vid VM 2001, men laget blev av med sina medaljer på grund av dopningsskandalen vid BALCO-laberatoriet. 

## = Referenser
1. ↑  World Athletics Database, World Athletics ID: 63305.[källa från Wikidata]